# Johannes Michael Friedrich Adams
Johannes Michael Friedrich Adams, in precedenza Johann Friedrich Adam (Mosca, 1780 – Vereja, 1º marzo 1838), è stato un botanico russo.

## Biografia
Adams studiò a partire dal 1795–1796 presso la scuola medica di San Pietroburgo. Negli anni 1800-1802 viaggiò attraverso la Transcaucasia al seguito del conte Apollo Mussin-Pushkin (1760-1805).
Nel 1805, fece parte del gruppo scientifico associato alla missione diplomatica in Cina del conte Yury Golovkin. Dopo il fallimento della missione diplomatica, Adams e molti altri scienziati si fermarono in Siberia per proseguire le loro ricerche.
Nel 1806, mentre si trovava a Yakutsk, ebbe notizia della presenza di una carcassa intatta di mammut presso la foce del fiume Lena. Rapidamente organizzò una spedizione al sito dove fu in grado di recuperare la maggior parte dello scheletro, della pelle e circa 20 kg di pelo. A quel tempo, e per quasi un secolo dopo, questo fu l'esemplare di mammut più completo conosciuto. Fece quindi ritorno a San Pietroburgo con il suo ritrovamento; lo scheletro è ora esposto presso il Museo di Zoologia di San Pietroburgo, dove è noto come mammut di Adams.
Successivamente, insegnò come professore associato Botanica presso l'Accademia Medico-chirurgica di Mosca.

## Opere principali
- Decades quinque novarum specierum plantarum, Tbilisi, 10 novembre 1802